# Romaine Brooks
Romaine Brooks, nascida Beatrice Romaine Goddard (Roma, Itália, 1 de maio de 1874 – Nice, França, 7 de dezembro de 1970), foi uma pintora expatriada americana que trabalhou principalmente em Paris e Capri. 

## Vida
Nascida em uma família abastada, Brooks viveu uma infância solitária. Sua mãe, a rica herdeira Ella Goddard, foi emocionalmente abusiva e inteiramente devotada ao violento e instável irmão mais velho de Romaine, St. Mar. Ella não tinha carinho pela filha, abandonando-a desde pequena. A memória da crueldade de sua mãe a perseguiu durante toda a vida. Com a morte de sua família, Brooks herdou uma farta herança em 1902. A fortuna concedeu à artista independência financeira e, assim, liberdade para desenvolver suas carreira e arte como desejava, sem precisar se preocupar com a comerciabilidade das obras.
A artista é conhecida por seus quadros de mulheres andróginas ou que não performam feminilidade, incluindo seu autorretrato, de 1923, que é um de seus trabalhos mais populares. Brooks ignorava as tendências artísticas a ela contemporâneas, tais como Cubismo e Fauvismo, desenvolvendo uma estética própria e original. Ela se especializou em retratos e usava principalmente uma paleta de tons suaves com base na cor cinza. Suas pinturas retratavam desde modelos anônimos até a alta aristocracia.